# Villette sonique
 (mars 2019).
Si vous disposez d'ouvrages ou d'articles de référence ou si vous connaissez des sites web de qualité traitant du thème abordé ici, merci de compléter l'article en donnant les références utiles à sa vérifiabilité et en les liant à la section « Notes et références ».
 (mars 2019).
Villette Sonique est un festival de musique qui se tenait au parc de la Villette dans le nord de Paris de juin 2006 à juin 2021.

## Genèse
Le festival Feed Back, qui deviendra par la suite Villette Sonique, s'est produit entre 2003 et 2005 dans le parc de la Villette. Il a été lancé par Frédéric Mazelly et Étienne Blanchot . En 2004 il a accueilli notamment le premier concert parisien du groupe new-yorkais LCD Soundsystem.

## Programmation et accueil critique
La presse souligne régulièrement l'originalité de la programmation du festival. En 2007, le conseiller artistique Étienne Blanchot déclare à L'Express que Villette sonique s'adresse «à des auditeurs libres, prêts à élargir leur discothèque» et dit vouloir «sortir […] des choses qu'on entend partout en boucle». Libération trouve la programmation du festival «sans concession, inédite, singulière et inattendue», alors que dans l'hebdomadaire musical Les Inrockuptibles, Joseph Ghosn considère qu'elle «permet d’aller au-delà des goûts du jour ou des groupes branchés du moment». L'année suivante le site d'actualités culturelles Fluctuat l'estime «riche et pointue». Selon Evene, Villette sonique est devenu « incontournable dans le paysage musical parisien».
Étienne Blanchot a quitté la programmation du festival en janvier 2018.
En 2022, il a été annoncé que « Les conditions n’étaient pas réunies pour faire une nouvelle édition amputée d’une partie de sa programmation internationale. C'est une année de pause. » Depuis, sans autre information, il est possible de considérer l'édition 2021 comme la dernière du festival.

## Éditions

### Années 2000

#### Édition 2006
La première édition se tient sur cinq jours du 22 au 26 juin 2006.
- Programmation[11] : Arpanet-Dopplereffekt, Pierre-Yves Macé, Andrew Bird, Stuart Staples.
- Plein Air accès libre : Matmos, Volcano !-Fred Danos, Mugison (en), Food for Animals (en), Afrirampo (en), Faust, Sister Iodine, The Spankings feat Taylor Savvy, Philippe Katerine.

#### Édition 2007
La deuxième édition se tient sur quatre jours du 7 au 10 juin 2007 et propose dix-huit concerts:
- Programmation[12] : Bernard Parmegiani, Krikor, Pentile, Jamie Lidell, First Nation, Nurse With Wound, Christian Fennesz & Mike Patton, Pascal Comelade-Bel Canto Orquestra, Múm.
- Plein Air accès libre : Black Devil Disco Club, Daniele Baldelli, D*I*R*T*Y* Sound System, Zëro, Jens Lekman, Poni, Shit and Shine, Polysics, Uffie feat Dj Feadz.

#### Édition 2008[7]
La troisième édition se tient sur six jours du 3 au 8 juin 2008.
- Programmation[13] : Sunset Rubdown, Deerhunter, Marvin, Devo, NLF3, Six Organs of Admittance, Feadz, Cuizinier & Dj Orgasmic, Clips, Martin Rev, Pilooski, Zombie Zombie, The Go! Team, Colleen, Kimmo Pohjonen, Viva and the Diva, Pan Sonic, Throbbing Gristle, Joakim, Shellac, Mission of Burma, Bottomless Pit (en), Melt-Banana, Ricardo Villalobos, Melchior Production (Thomas Melchior), Turzi Electronic Project.
- Plein Air accès libre : Dimitri Plays-Philippe Azoury, Health, Chromatics, Chrome Hoof, High Places, El Guincho, Sage Francis, Buraka Som Sistema, B. Dolan (en), Arnaud Maguet.

#### Édition 2009
La quatrième édition se tient sur cinq jours du 27 au 31 mai 2009.
- Programmation[14] : Men Without Pants, Sunn O))), The Jesus Lizard, Boy 8-Bit, Jesse Rose, Diplo, DJ Hell, Gaiser, Barem, Richie Hawtin, Magda, Ariel Pink, Black Lips, Liars, Goblin "plays Dario Argento soundtracks", Nisennenmondai, Liquid Liquid.
- Plein Air accès libre : Erna Omarsdottir, Extra Life (en), Mahjongg (en), Lightning Bolt, Duchess Says, Omar Souleyman, Deerhoof, Monotonix (en), Dan Deacon & The Ensemble, Ebony Bones, Salvatore Principato, Komori.

### Années 2010

#### Édition 2010[8]
La cinquième édition se tient sur sept jours du 31 mai au 6 juin 2010.
- Programmation[15] : Roy Harper, Joanna Newsom, Cassius, Danton Eeprom, James Holden, Vitalic, Yussuf Jerusalem, Polvo, Atlas Sound, Wolf Eyes, Acid Mothers Temple & the Melting Paraiso U.F.O., Om, Arto Lindsay, Young Marble Giants, Owen Pallett, Marc Houle live, Troy Pierce, Magda, Richie Hawtin presents Plastikman Live, Bo Ningen, Programme, Diamanda Galás, Manuel Göttsching, Oneohtrix Point Never.
- Plein air accès libre : Awesome Tapes From Africa, Oneida, Secret Chiefs 3, Ganglians, Blues Control, Young Marble Giants, King Midas Sound (en), Fuck Buttons, Thee Oh Sees, Washed Out, These Are Powers, Magnetix, Paper Jamz, Sacha Gattino, Young Marble Giants-Sextet de Steve Reich.

#### Édition 2011
La sixième édition se tient sur six jours du 27 mai au 1er juin 2011.
- Programme[16] : The Fall, Half Japanese, Action Beat, Thurston Moore, Animal Collective, Glenn Branca Ensemble, Beth Ditto, L-Vis 1990, DJ Nightschool, The Magician, Tensnake, Discodeine & Thomas Bloch, Emeralds, Connan Mockasin, Carte Blanche, Sebastian, Busy P, Caribou (DJ Set), Forest Swords, Julian Lynch, OOiOO, Cheveu, I Apologize, Current 93, Comus, Matias Aguayo, Appleblim, Pilooski, Rebolledo.
- Plein Air accès libre : Caribou (Live), Antilles, Group Doueh, Hifiklub & Arnaud Maguet, Action beat, The Feeling of Love, Yuri Landman Ensemble (performance) feat. Jad Fair, Oxbow, Suuns, Blondes, James Pants, Ikonika b2b The Spaceape, Hype Williams.
- L’atelier de fabrication d’instruments du luthier expérimental Yuri Landman[17].

#### Édition 2012
La septième édition se tient sur six jours du 25 au 30 mai 2012.
- Programme[18] : MF Doom, Melvins, Iceage, Sleep, The Soft Moon, Godflesh, Chris and Cosey, Shabazz Palaces, Girls, Peaking Lights, Flying Lotus, Dirty Three, Ital, Liturgy, John Talabot, Psychic Paramount, The Field, Julia Holter, Tristesse Contemporaine, George Issakidis, Pearson Sound, Plein Soleil (Chloé & Krikor), Kool Clap, Iceage, François K.
- Plein Air accès libre : Nguzunguzu, I:Cube, Elektro Guzzi, Gilb’R vs Joakim, Mudhoney, DJ Rashad, & DJ Spinn, B L A C K I E, The Field, Mouse on Mars, Ariel Pink et R. Stevie Moore, François K.
- Film : Lawrence of Belgravia de Paul Kelly

#### Édition 2013
La huitième édition se tient sur quatre jours du 23 mai 2013 au 26 mai 2013.
- Programmation[19] : The Flaming Lips, Gary Wilson, Mikky Blanco, Neurosis, Melvins, Swans, TNGHT (en), Unknown Mortal Orchestra, Zombie Zombie, Thee Oh Sees, Jandek, Mendelson, Master Musicians of Bukkake, Michael Rother, Vatican Shadow, TNGHT, Daniel Maloso, Alejandro Paz, Philip Gorbachev, Matias Aguayo, Jackson, Crâne Angels, Somaticae, Jesse Boykins III, Night Beats, The Intelligence.
- Plein Air accès libre : Chris Cohen,The Ex & Brass Unbound, JC Satan, Bambaataaa, Mykki Blanco, Space Dimension Controller, Gary Wilson, Daphni, Baris K, David Fenech, DJ Harvey, Dope Body.

#### Édition 2014
La neuvième édition se tient sur sept jours du 2 au 8 juin 2014.
- Programmation[20] : Slowdive, Man or Astro-man?, Ty Segall Band, Todd Terje, Four Tet, Chassol, Loop, Jon Hopkins, Daniel Avery b2b Andrew Weatherall, Nils Frahm, Coachwhips, James Holden, Rodrigo Amarante, Low Jack, Gavin Russom, Pharmakon, Ana Helder, Sister Iodine, Eric Copeland, Laraaji & Sun Araw, Powell, Wesley Matsell, James Holden, Shit Robot, Paranoid London Plurient, Factory Floor, Hookworms, Acid Arab[21]
- Plein Air accès libre : Jagwar Ma, Nisennenmondai, Golden Teacher, Juana Molina, Absolutely Free, Future Brown, The Skull Defekts, The Crystal Ark, Meridian Brothers, Pachanga Boys, Hailu Mergia feat. Tony Buck, Mike Majkowski, Pilooski b2b JG Wilkes

#### Édition 2015
La dixième édition se tient sept jours du 21 au 27 mai 2015.
- Programmation[22] : Battles, Shamir, Andy Stott, Cheveu, Centenaire, Cabaret Voltaire, Clark, Gum takes tooth, Plafond, Pierre et Bastien, Thee oh Sees, The Black Angels, Sun Kil Moon, Arthur Russell Instrumentals (feat. Peter Gordon, Nik Void, Rhys Chatam…), Grouper, Chocolat, Ausmuteants, Kevin Morby, Ela Orleans, Morgan Delt, The Gories, Ausmuteants, Untold, Carter Tutti Void, Alejandro Paz b2b La Mverte, I-F, Levon Vincent, Benedikt Frey, Larry Gus.
- Plein Air accès libre : Awesome Tapes from Africa, Girl band, Ninos Du Brasil, Pierre et Bastien, Ought, Heimat, Traxx, Lena Willikens, Marietta, King Khan & The Shrines, Infecticide, Christian S, Syracuse, Scorpion Violente, Roger West, Cheveu, Bataille Solaire, Wild Classical Music Ensemble, Pow!, Centenaire, WarsawWasraw.
- Pour la dixième édition, Villette Sonique a organisé une Derive Sonique X – A Bootleg Landscape sur le canal.

#### Édition 2016
La onzième édition se tient six jours du 27 mai au 1er juin 2016.
- Programmation[23] : Ty Segall & The Muggers, Boredoms, Suuns, Tortoise, Sleaford Mods, Kamasi Washington, Beak>, White Fence, Lena Willikens, Ata Kak, Tolouse Low Trax, Frustration, Gilb’r b2b Young Marco, Drame, Protomartyr, Smith’N’Hack, December, Jan Schulte, Useless Eaters, Acid Arab, Etienne Jaumet + Emmanuelle Parrenin, Vladimir Ivkovic, Jonathan Fitoussi, Crackboy , Clara 3000, Not Waving, Solo, Sauna Youth, O: Liv Why, Funkineven
- Plein Air accès libre : Helena Hauff, JC Satan, Pachanga Boys, Nots, Powell, Domenique Dumont, Container, Zombie Zombie + Sonic Boom, The Maghreban, Cray76, No Zu, Cavern of Anti-Matter, Eric Copeland, Mark Ernestus, Housewives, Headwar, Belly Button, Zebra Katz, Les Hôpitaux, Chicaloyoh, Sam Fleisch, Usé, Herpes Ö Deluxe, Pointe du Lac

#### Édition 2017
La douzième édition se tient sur sept jours du 25 au 31 mai 2017.
- Programmation[24] : Einstürzende Neubauten, Annette Peacock, The Make-Up, Royal Trux, Group Doueh & Cheveu, Collectif_Sin, Keiji Haino & Merzbow & Balazs Pandi, Afrirampo, La Colonie de Vacances, Winter Family, Uranium Club, La Terre Tremble !!!, OOIOO, Jenny Hval, The Blind Shake, Puce Mary, Bernardino Femminielli.

- Plein Air accès libre : Marie Davidson, Deena Abdelwahed, The Goon Sax, Pizza Noise Mafia, Mandolin Sisters, Mdou Moctar, Volition Immanent, Doomsday Student, Bras Mort, Fusiller, Puzupuzu, Kokoko!, Bryan’s Magic Tears, Omar Di Bongo, Pointe du Lac, Giant Swan, Couteau Latex, Air Lqd, CxAxB, Police Control, Randomer.

#### Édition 2018
La treizième édition se tient sur six jours du 25 au 30 mai 2018.
- Programmation[25] : Marquis de Sade, John Maus, Jon Hopkins, Deerhunter, Mogwai, Flat Worms, James Holden & The Animal Spirits, Kate NV, Midnight Sister, Anna Von Hausswolff, Car Seat Headrest, Naked Giants, Exploded View…

- Plein Air accès libre : Flamingods, Abra, Paul Seul, Essaie Pas, Nilüffer Yanya, Miley Serious, Hookworms, Flohio, Khng Khan, Fire!, Smerz, Bisou de Saddam, Snail Mail, Mario Batkovic, The Archetypal Syndicate, Electric Vocuhila, The Field, Fatal Walima, Kelly Lee Owens, Colin Johnco, Sassy 009, , Black Zone Myth Chant, The Sea and Cake, Jackie Mendoza, Domotic, Richard Dawson, Ariel Kalma, M. Sayyid, Odyssée 808

#### Édition 2019
La quatorzième édition se tient sur quatre jours du 6 juin 2019 au 9 juin 2019.
- Programmation : Tim Hecher & Konoyo, Mondkopf, Kelly Moran, Danny Brown, Channel Tres, BbyMutha, Shygirl, Julia Holter, Cate le Bon, Hatchie, David August, Deena Abdelwahed, Roos From Friends, Objekt, Apollo Noir, Stereolab, Jonathan Bree, Anemone

- Plein Air accès libre : Aïsha Devi, Belmont Witch, Black Midi, Borja Flames, Bracco, Corridor, Coucou Chloe, Crack Cloud, Efrim Manuel Menuck, Fontaines D.C., Front de Cadeaux, Juan Wauters, Krampf DJ Set, Maria Violenza, Mdou Moctar, Musique Chienne, Myako, Nova Materia, Novelist, Nyokô Bokbaë, Shanti Celeste, Sinkane, Szun Waves, The Messthetics, Tiger Tigre, Warm Drag Paul Quattrone, Wiki, Zaltan

### Années 2020

#### Édition 2021
Après une année 2020 sans édition (compte tenu de la crise sanitaire), la quinzième édition se tient sur deux jours, les 29 et 30 mai 2021, dans une version gratuite et ajustée aux contraintes sanitaires du moment (extérieur, public assis, jauge réduite, respect des gestes barrières)
- Programmation : Bonnie Banane, Frànçois & The  Atlas Mountains,  Franky Gogo, Grand Veymont, Lala &ce, Le Villejuif Underground, Lisa  Li-Lund, Lucie Antunes, Maxwell Farrington & Le SuperHomard, Nova Materia, QuinzeQuinze, Radio Hito, Roméo Poirier, Sahara, San Salvador et Tachychardie.